# Rue Mabillon (Reims)
La  rue Mabillon  est une voie de la commune de Reims, située au sein du département de la Marne, en région Grand Est.

## Situation et accès
Elle relie la rue Guyot à la rue Ferrand.

## Origine du nom
La rue doit son nom à Dom Jean Mabillon (1632-1707), moine bénédictin et érudit, membre de l'abbaye de Saint-Germain-des-Prés de Paris où il est enterré.

## Historique
Ancienne « rue Traversière-Saint-André » elle prend sa dénomination actuelle en 1887.